# 中央研究院經濟研究所
中央研究院經濟研究所，簡稱中研院經濟所，是中央研究院的一個經濟研究機構，於1962年10月成立於台北市南港區。目前全所共有研究人员30名，有《臺灣經濟預測與政策》、《經濟論文》等期刊。在公共經濟、個體經濟、賽局、區域經濟與經濟計量等方面都有研究。對中國大陸的經濟也有關注。

### 附註
1. ↑  .   [2019-02-28]. （原始内容存档于2020-12-02）.
2. ↑  .   [2019-02-28]. （原始内容存档于2019-06-09）.

### 文獻
- 歷任所長 （页面存档备份，存于）.中央研究院近代史研究所